# Gespunsart
Gespunsart è un comune francese di 1 135 abitanti situato nel dipartimento delle Ardenne nella regione del Grand Est.

## Società

### Evoluzione demografica
Abitanti censiti